# Alfred Baring Garrod
Alfred Baring Garrod (Ipswich, 1819 – 1907) è stato un medico inglese.

## Biografia
Nacque ad Ipswich da Robert e Sarah Ennew.
Dopo l'apprendistato all'ospedale di Ipswich, si trasferì all'Ospedale del Collegio Universitario, ove, nel 1843, ottenne il dottorato in medicina. In seguito fu assistente all'Ospedale occidentale di Londra e medico al dispensario di Aldersgate. Nel 1849 conseguì a pieno titolo la nomina di medico all'Ospedale del Collegio Universitario, e nel 1863 divenne professore di medicina e terapia al Ospedale del Collegio Reale. Nel 1874 lasciò l'Ospedale, ma ne divenne membro onorario e consulente medico.
Fu nel 1848 che Garrod riscontrò un aumento abnorme di acido urico nel sangue dei pazienti affetti da gotta, e fu il primo a proporre il litio come terapia. Ipotizzò che la gotta sarebbe potuta essere causa di malattie mentali, come la mania e la depressione, raccommandando, anche in questi casi, il litio come trattamento. Egli, inoltre, contribuì alla coniazione del termine "artrite reumatoide".
Nel 1858 fu eletto Membro della Royal Society e, nel 1860, presidente della Medical Society di Londra, nel 1887 fu insignito del titolo di "baronetto", quindi, nel 1890 gli fu conferito dalla stessa regina Vittoria anche quello di "Medico straordinario".
Sulla sua morte nel 1907 egli fu sepolto nel Gran Cimitero Settentrionale, Southgate, Middlesex. Dal matrimonio con Elizabeth Ann Colchester, di Ipswich, lasciò sei figli, tra cui ricordiamo lo zoologo Alfred Henry Garrod (1846–1879) ed il medico Archibald Edward Garrod (1857–1936).

## Scritti scelti
- "Observations on the blood and urine of gout, rheumatism and Bright's disease"; Medical Chirurgical Transactions 1848;31:83.
- "Treatise on nature and treatment of gout and rheumatic gout"; London: Walton and Maberly, 1859.
- "A treatise on gout and rheumatic gout (rheumatoid arthritis)"; 3rd edn. London: Longman Green, 1876.